# 松崎真人
松崎 真人（まつざき まこと、1964年8月1日 - ）は、北海道札幌市北区篠路出身のシンガーソングライター、ラジオパーソナリティー。

## 略歴
- 1964年8月1日、札幌国立病院産婦人科で鉗子分娩によって出生。
- 1984年5月13日　第27回ポピュラーソングコンテスト全国大会で優秀曲賞を受賞[1]。
- 1984年10月28日、第15回世界歌謡祭・本選に出場[2]。
- 1985年3月21日、北海道大学在学中にTDKコアより「たわいないトワイライト」でデビュー。1988年3月、卒業と同時に上京。
- 1990年代よりジャンルを問わず、各アーティストの編曲等に参加している。
- 1990年、テイチクに移籍。アルバム『ハートがまんまビートになる日』を発売。
- 1992年、佐木伸誘と、フォークデュオ『Birthday Suit』を結成。
- 1992年 - 1993年、サザンオールスターズのツアー「歌う日本シリーズ」にコーラスとして参加。
- 2000年、『Birthday Suit』が無期限の活動を停止。
- 2005年、再び札幌を拠点に、以後はライブ・ラジオを中心としてソロ活動中。

## ディスコグラフィ

### シングル
| #                                 | 発売日         | タイトル                        | B面            | 規格    | 規格品番  |
| TDKコア                           | TDKコア        | TDKコア                         | TDKコア        | TDKコア | TDKコア   |
| --------------------------------- | -------------- | ------------------------------- | -------------- | ------- | --------- |
| 1st                               | 1985年3月21日  | たわいないトワイライト          | Believe In Me  | EP      | TO7S-1064 |
| テイチクレコード / コンチネンタル |                |                                 |                |         |           |
| 2nd                               | 1990年10月21日 | 蒼いフロンティア-Blue Frontier- | サテライト848  | 8cmCD   | TEDN-10   |
| 3rd                               | 1991年2月21日  | 君が世界に盗まれる              | 涙を止めないで | 8cmCD   | TEDN-21   |

### アルバム

#### オリジナル・アルバム
|                                   | 発売日                            | タイトル                           | 規格                              | 規格品番                          |                                   |
| テイチクレコード / コンチネンタル | テイチクレコード / コンチネンタル | テイチクレコード / コンチネンタル  | テイチクレコード / コンチネンタル | テイチクレコード / コンチネンタル | テイチクレコード / コンチネンタル |
| --------------------------------- | --------------------------------- | ---------------------------------- | --------------------------------- | --------------------------------- | --------------------------------- |
| 1st                               | 1990年4月21日                     | ハートがまんまビートになる日       | CD                                | TECN-28017                        |                                   |
| 2nd                               | 1991年2月21日                     | ポップ泥棒!                        | CD                                | TECN-28075                        |                                   |
| インディーズレーベル              |                                   |                                    |                                   |                                   |                                   |
| 3rd                               | 2006年12月                        | Personality Driving Songs          | CD-R                              |                                   |                                   |
| 4th                               | 2007年6月27日                     | Peace, Love, and Storytelling      | CD-R                              | NMCD-1001                         |                                   |
| NEKO-MIKAN-RECORDINGS             |                                   |                                    |                                   |                                   |                                   |
| 5th                               | 2016年9月23日                     | ここは僕のいた場所                 | CD                                | ONDK-2186                         |                                   |
| 6th                               | 2019年8月1日                      | 良い音楽を、呼吸していきましょう。 | CD                                | ONDK-2762                         |                                   |
| 7th                               | 2023年1月28日                     | 豊平                               | CD                                | ONDK-3188                         |                                   |

### 参加作品
| 発売日       | 商品名               | 歌                 | 楽曲                     | 備考                                                            |
| ------------ | -------------------- | ------------------ | ------------------------ | --------------------------------------------------------------- |
| 1985年6月5日 | 夢のままのユートピア | 相曽晴日、松崎真人 | 「夢のままのユートピア」 | エス・エス製薬『ネーブル キャップ・ナチュール』イメージ・ソング |
| 1985年6月5日 | 夢のままのユートピア | 松崎真人           | 「27階の天使」           |                                                                 |

### タイアップ一覧
| 曲名          | タイアップ                            | 収録作品                                    |
| ------------- | ------------------------------------- | ------------------------------------------- |
| サテライト848 | ファッションセンターしまむら CMソング | シングル「蒼いフロンティア-Blue Frontier-」 |

## 出演番組

### 現在
- 松崎真人 ラジオ新千歳－静岡線[3]（K-mix、2009年7月5日 - ・日曜24:00 - 25:00）

- MUSIC★J - 2016年度ナイターオフ期より開始。（STVラジオ)
  - シーズン1：2016年10月4日-2017年3月30日　火曜－金曜19:00-21:50
  - シーズン2：2017年10月6日[4]-2018年3月29日[5]　火曜－金曜19:00-21:50
  - シーズン2.5：2018年4月1日-2018年9月16日　日曜12:00-13:30（12:50までの回もあり）
  - シーズン3：2018年10月5日[5]-2019年3月28日[6]　火曜ー金曜19:00-22:00
  - シーズン4：2019年10月1日[6]-2020年3月27日[7]　火曜ー金曜19:00-22:00、2020年プロ野球開幕延期のため、4月～6月18日[8]火曜-金曜17:55-21:00
  - シーズン5：2020年11月10日[9]-2021年3月26日[10]　火曜－金曜19:00-22:00
  - シーズン5.5：2021年4月3日[11]-　土曜18:00-21:00）
  - シーズン6: 2021年10月26日-2022年3月24日  火曜ー金曜19:00-22:00
  - シーズン6.5: 2022年4月2日-　土曜・日曜18:00-21:00
  - （RCCラジオ、2017年10月3日-[12]（STVラジオ版シーズン2より）火曜－木曜19:00-21:50、2020年11月12日-　火曜－金曜19:00-21:50）

### 過去
- BROTHER TO KIDS（RADIO BERRY、1994年4月 - 1994年6月）
- LOVE TRACK KYOTO（エフエム京都 α-Station、1994年4月 - 1996年3月）
- Birthday Suitのアタックヤング（STVラジオ、1994年10月 - 1995年9月・水曜 0:00-1:00（火曜深夜）)
- Birthday Suit We are open（Nack5、1995年4月 - 1996年9月、金曜 21:30-22:00）
- 松崎真人 FMリクエストアワー （NHK大阪放送局）
- 松崎真人アナログザウルス （STVラジオ、2006年10月 - 2009年3月[13]・日曜0:45-1:00（土曜深夜）（2008年10月以降の半年間は土曜23:45-0:00））
- ミュージックステーション （テレビ朝日）
- COUNT DOWN TV （TBS）